# Alcinda Abreu
Alcinda António de Abreu (1953) é uma política moçambicana. Foi Ministra dos Negócios Estrangeiros de Moçambique de 2005 a 2008, tendo sido anteriormente Ministra da Segurança Social. Mais recentemente, iniciou sua atuação como Ministra do Meio Ambiente. Trabalhou para aumentar o papel das mulheres nas mudanças climáticas.

## Vida e carreira
Alcinda António de Abreu nasceu em 1953 em Moçambique. Ela era ativa na Associação de Jovens de Moçambique e atuou como Secretária-Geral Adjunta no final dos anos 1970 e meado dos anos 1980. Abreu foi Ministra da Previdência Social de 1994 a 1997. Foi nomeada pela FRELIMO como membro das Comissões Eleitorais Nacionais (CNEs) responsáveis pela organização das eleições autárquicas de 1998 e das eleições gerais de 1999. No congresso da FRELIMO de 2002, foi eleita para o Comitê Político de 15 membros do partido.
Foi nomeada Ministra dos Negócios Estrangeiros pelo Presidente Armando Guebuza a 3 de Fevereiro de 2005, altura em que Guebuza nomeou o seu novo governo pouco depois de tomar posse. Mais tarde naquele ano, ela visitou José Manuel Barroso, Presidente da Comissão Europeia.
Após uma remodelação do gabinete em 10 de março de 2008, Abreu foi transferida para o cargo de Ministra do Meio Ambiente; foi empossada 17 dias após, em 27 de março. Ela encomendou uma estratégia nacional para o impacto das alterações climáticas nas mulheres em Moçambique, a primeira vez que tal estratégia foi concebida em qualquer parte do mundo. Explicou que as sociedades precisam adaptar seus planos para permitir que as mulheres nas áreas rurais se envolvam no trabalho de mudança climática, devido ao impacto que isso tem na agricultura de subsistência.